# 小火車保津峽車站
小火車保津峽車站（トロッコ保津峡駅）是一由嵯峨野觀光鐵道所經營的鐵路車站，位於日本京都府京都市西京區境內，是嵯峨野觀光線沿線的車站之一。

## 簡介
與嵯峨野觀光線沿線其他三個專為觀光用途而在1991年時新設的車站不同，小火車保津峽是日本國鐵時代就早已存在的既有車站。1929年時以松尾山號誌站（松尾山信号場）的地位啟用並在1936年時升級為保津峽車站，本站在1989年時因山陰本線複線化工程完成、切換新線而廢站，直到1991年時才因嵯峨野觀光線的通車重新啟用。
小火車保津峽車站與山陰本線新線上所新設的保津峽車站皆位於保津川的同一岸，之間有約500公尺長的道路連結，但這條主要是用於路線維護的通道並不開放給一般旅客使用。一般旅客需先徒步走過車站前橫跨保津川的吊橋後，沿河谷對岸山壁邊的道路，再跨過水尾川（保津川的支流）迂迴走至保津峽車站，全程約1.1公里。
原本在山陰本線時代本站設有一對相對式月台兩條乘車線，以作為列車交會用途，但在改為觀光車站用途後僅保留其中一座月台單線運行，但仍然可以見到另一座月台的遺跡。
小火車保津峽車站曾在2001年時入選第二回的近畿車站百選。

## 臨接車站
嵯峨野觀光鐵道
嵯峨野觀光線
小火車嵐山 - 小火車保津峽 - 小火車龜岡